# Cò lả
Điệu Cò lả là một trong những làn điệu hát ru dân ca đồng bằng Bắc Bộ, Việt Nam. Điệu cò lả là một giai điệu có nhiều vần, nhưng sự du dương của giai điệu giống như một điệp khúc.
Trước đây, điệu cò lả được hát bởi những người nông dân sống ở nông thôn nhưng ngày này đã được nhiều nghệ sĩ biểu diễn chuyên nghiệp trên sân khấu với sự biến đổi khác nhau về ngôn từ. Có thể nói bất cứ câu lục bát nào cũng có thể ghép vào để hát theo điệu cò lả.

## Trích một bài hát theo điệu cò lả
Lời bài hát:
Con cò là cò bay lả, lả bay la
Bay từ là từ cửa phủ bay ra là ra cánh đồng
Tình tính tang là tang tính tình
Cô mình rằng ấy anh chàng ơi
Rằng có biết biết hay chăng, rằng có nhớ là nhớ hay không?
Mình về, về có nhớ, nhớ nhớ ta chăng
Ta về là về ta nhớ, hàm răng chứ cô mình cười.
Tình tính tang là tang tính tình
Cô mình rằng ấy anh chàng ơi
Rằng có biết biết hay chăng, rằng có nhớ là nhớ hay không?
Năm quan, quan đổi lấy, lấy miệng cười
Mười quan anh chẳng tiếc, tiếc người là người có duyên
Tình tính tang là tang tính tình
Cô mình rằng ấy anh chàng ơi
Rằng có biết biết hay chăng, rằng có nhớ là nhớ hay không?
Em còn, còn có bảy, bảy lượng vàng
Em đem ra chợ bán, lấy tiền là tiền theo anh
Tình tính tang là tang tính tình
Cô mình rằng ấy anh chàng ơi
Rằng có biết biết hay chăng, rằng có nhớ là nhớ hay không?

## Ảnh hưởng
Trong bài hát Cô hàng nước của Vũ Minh, âm hưởng của bài Cò lả được tác giả sử dụng ở phần đầu bài hát. Bài hát được hát theo điệu Cò lả cung Sol Majeur.